# Kohlebrand

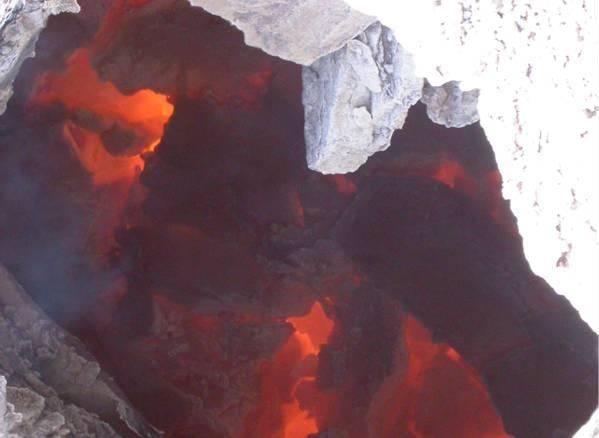
Detailblick in eine Spalte über einem Kohlebrand in China

Ein Kohlebrand ist ein Erdbrand, der sich in einem Kohleflöz oder in umgelagerter Kohle entwickelt hat. Er entsteht oft spontan durch Selbstentzündung. Voraussetzung ist, dass die Kohle mit Sauerstoff in Kontakt kommt. Bei Kohleflözbränden kann dies auf natürlichem Wege geschehen, wenn das Flöz durch Gebirgsbildung und Erosion an die Erdoberfläche tritt. Auch werden solche Brände durch den Untertagebau verursacht, wenn Luft durch Bewetterung (Frischluftversorgung) an die Flöze gelangt. Häufig entstehen die Brände unter Tage in einem Alten Mann (verlassenen Hohlraum), in dem sich noch Restkohle befindet.
Kohlebrände können ebenfalls nach der Umlagerung der Kohle entstehen. Bekannt sind hier brennende Halden – Brände in Kohle- und Kokshalden, Brände in Abraumhalden, die noch genügend Restkohle, vor allem an vereinzelten Stellen mit erhöhter Konzentration enthalten – und Brände während des Transports von Kohle in Schiffen und in Eisenbahnwagen.
Solange die Reaktionstemperaturen im Bereich von ca. 150 bis 500 °C liegen, spricht man von unvollständiger Verbrennung oder Schwelbrand. Diese Art der Verbrennung tritt bei Sauerstoffmangel auf. Oberhalb von 500 °C geht der Brand bei ausreichender Sauerstoffzufuhr in einen Glimmbrand (bis ca. 1000 °C) oder einen Flammbrand (bis 1200 °C) über, es erfolgt eine vollständige Verbrennung.

## Arten von Kohlebränden

### Kohleflözbrände

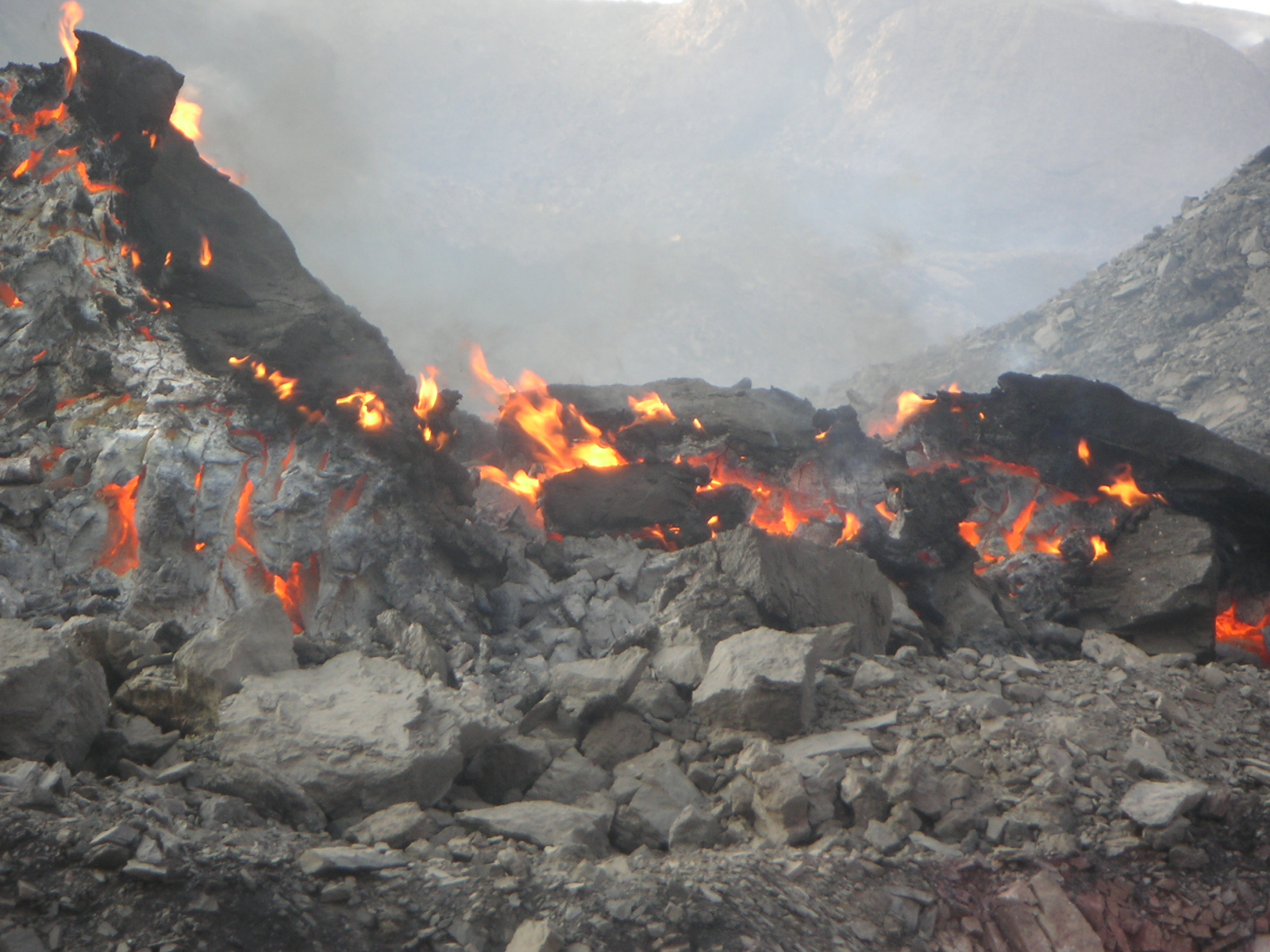
Kohlebrand in Xinjiang (China)

Kohleflözbrände können unterteilt werden in oberflächennahe Brände in ausstreichenden, also an der Oberfläche zu Tage tretenden Flözen, wo der Sauerstoff aus der Luft stammt, und in Brände in Bergwerken in größerer Tiefe. Dort stammt der Sauerstoff aus der Bewetterung.

#### Spontane Kohlebrände
Ursache spontaner Kohlebrände ist die Entzündlichkeit der Kohle. Bei einem Kohlebrand reagiert der Sauerstoff mit den Feststoffmolekülen des Brennstoffs. Diese exothermen Reaktionen finden bei allen Temperaturen statt. Die Geschwindigkeit ist jedoch stark temperaturabhängig, so steigt die Reaktionsrate mit zunehmender Temperatur annähernd exponentiell an. Wenn ein Brennstoff in zerkleinerter Form vorliegt, etwa als Feststoffschüttung, oder wenn der Feststoff porös ist, ist im gesamten System Sauerstoff vorhanden.
Eine unterkritische Lagerung erfolgt, wenn die im Schüttungsinneren freigesetzte Wärmeenergie kleiner ist als die Wärmeenergie, die durch Wärmeleitung an den Rand der Schüttung transportiert und über die Schüttungsoberfläche an die Umgebung abgegeben werden kann. Wird jedoch im Inneren der Feststoffschüttung mehr Wärmeenergie freigesetzt, als nach außen abgeführt werden kann, geht das System in einen kritischen Zustand über. Die Temperatur im Inneren steigt an, führt damit zu einer weiteren Erhöhung der Reaktionsrate und in der Folge zur Selbstentzündung.
Zwei wesentliche Faktoren entscheiden, ob eine Selbstentzündung erfolgt oder nicht, die Umgebungstemperatur und die Schüttungsgröße:
- Je höher die Umgebungstemperatur ist, desto schneller laufen die Oxidationsreaktionen ab und desto größer ist die Wärmefreisetzungsrate im Schüttungsinnern.
- Je größer die Schüttung ist, desto schlechter kann die im Inneren entstehende Wärme nach außen abgeführt werden, das heißt, umso schneller entsteht ein Selbstentzündungsbrand. Die schlechte Wärmeabfuhr liegt daran, dass die porösen oder zerkleinerten Stoffe meist eine geringe Wärmeleitfähigkeit aufweisen; sie wirken dämmend.

Die meistgenannte Kenngröße für den Start dieses Prozesses ist die Selbstentzündungstemperatur (SET). Sie ist keine „Stoffkonstante“, sondern immer abhängig von der Schüttungsgröße und -geometrie, insbesondere dem Verhältnis von Volumen zu Oberfläche und nimmt mit steigendem Schüttungsvolumen ab.
Natürlich ist die Selbstentzündungstemperatur auch von den Eigenschaften des jeweiligen Brennstoffes abhängig. Dazu zählen unter anderem der Brennwert, die Wärmeleitfähigkeit und die Korngröße. Ihre Angabe ist daher etwas heikel, da man immer die genauen Untersuchungsbedingungen angeben muss. Bei gleichen Bedingungen wird die Selbstentzündungstemperatur für Steinkohle höher liegen als die für Braunkohle.
Im Gegensatz zu einer „fassbaren“ Zündquelle, wie einer offenen Flamme oder einer heißen Oberfläche, läuft der Prozess der Selbstentzündung ohne fremde Einwirkung ab. Ist eine Schüttung hinreichend groß, kann dieser Prozess auch schon bei Temperaturen ablaufen, die im Bereich der Jahres-Mitteltemperatur eines Ortes liegen. Dies war zum Beispiel bei der sogenannten Senatsreserve in Berlin der Fall. Die dort auf Vorrat gehaltene Kohle war zum Teil überkritisch und entzündete sich demnach selbst. Dabei ist zu bemerken, dass die Induktionszeiten, also die Zeiten vom Beginn einer Lagerung bis zur Entzündung, umso kürzer werden, je größer die Schüttung und damit umso kleiner die Selbstentzündungstemperatur ist. Im Fall der Senatsreserve betrug die Induktionszeit mehrere Jahre.
Braunkohle kann schon bei Temperaturen von ca. 40 °C bis 60 °C spontan zu brennen beginnen, während dies bei der höchstwertigen Anthrazitkohle erst ab 140 °C möglich ist. Der Brand entsteht meist einige Dezimeter innerhalb der Kohle, in einer Tiefe, in der einerseits die Permeabilität der Kohle den Zutritt von Luft noch zulässt, andererseits die Durchlüftung die entstehende Wärme nicht größtenteils abführt. Die niedrige Wärmeleitfähigkeit der Kohle lässt eine Wärmeableitung ohne Fluidzirkulation nicht zu.
Faktoren, die die spontane Entzündung beeinflussen, sind unter anderem:
- Luftzirkulation
- Klima (arid oder semiarid)
- Luftfeuchte[1]
- Kohlequalität und Kohleart (Kohlegehalt, Anteil flüchtiger Bestandteile, Inkohlungsgrad)
- Partikelgröße (bei kleinerer Körnung ist die Oberfläche und damit die Gefahr der Selbst- und Fremdentzündbarkeit größer)
- Geologische und geomorphologische Bedingungen
- Einflüsse des Bergbaus (Offene Gruben, Risse, Bergsenkungen)
- Hydrogeologische Einflüsse (Feuchtegehalt)

Die spontane Entzündung von Kohle braucht Zeit. Sie hängt von vielen Faktoren ab, unter anderem von der Umgebungstemperatur, aber auch von dem Volumen der Kohle, im Laborversuch also von der Probengröße (siehe dazu auch die erkannten Mechanismen der Heuselbstentzündung). Die Zeit bis zur Selbstentzündung ist ein weiteres Maß für die Entzündungsneigung der Kohle. Bei großen Kohlemengen, beispielsweise in situ, ist also zwar die notwendige minimale Umgebungstemperatur kleiner als bei kleinen Kohlemengen, anderseits dauert es sehr lange, üblicherweise Monate, bis sich eine Kohleprobe entzündet.
Wo ein Flöz nahe an der Erdoberfläche liegt, hat die Luft einen unmittelbaren und effektiveren Zutritt. Hier entstehen derartige Brände spontan und können jahrzehntelang brennen. Insgesamt werden auf der Welt mindestens 20 bis 30 Millionen Tonnen Kohle jährlich durch diese Brände vernichtet. Für den Bergbau unbrauchbar gemacht wird mindestens die zehnfache Kohlemenge, weil die verbleibende Restkohle nicht mehr zugänglich oder nicht mehr wirtschaftlich abbaubar ist.
Es gibt zwei wärmeproduzierende Adsorptions-Vorgänge:
- Die Physisorption von Sauerstoff ist bis etwa 50 °C möglich und liefert eine Energiemenge von 42 kJ/mol.
- Die Chemisorption von Sauerstoff erzeugt eine ganze Reihe von chemischen Verbindungen nach Überwindung der Aktivierungsenergie in der Kohleoberfläche. Aus den dort vorliegenden Kohlenstoff-, Wasserstoff- und Sauerstoffatomen entstehen unter Energieabgabe von mehr als 100 kJ/mol etwa Peroxide. Diese neu gebildeten Moleküle oxidieren unter Abgabe von Wärme bei weiter steigender Temperatur ebenfalls und entweichen hauptsächlich als Kohlenstoffdioxid, Kohlenstoffmonoxid oder Wasserdampf.

Die wesentlichen Reaktionen des Kohlenstoffs mit dem Luftsauerstoff sind:
- C und O2 bilden unter Abgabe von 394 kJ/mol CO2
- 2 C und O2 bilden unter Abgabe von 170 kJ/mol 2 CO

#### Fremdentzündete Kohleflözbrände
Kohleflözbrände entstehen zum überwiegenden Teil durch Prozesse der Selbstentzündung. In wenigen Fällen ist jedoch eine Fremdentzündung möglich. Dem Brand ist dann letztlich nicht anzusehen, wie er entstanden ist. Dies gilt insbesondere für Brände unter Tage, aber auch für oberflächennahe Brände, soweit sie im Zusammenhang mit oberflächennahem Bergbau stehen. Mögliche Ursachen sind elektrische Betriebsmittel in unsachgemäßem Zustand, heißgelaufene Rollen von Förderbändern sowie Unachtsamkeit bei Spreng-, Schweiß- oder Schleifarbeiten.
In aller Regel spielt auch das Zurücklassen von Restkohle in abgebauten Flözteilen oder die Ansammlung von Kohlestaub in größeren Mengen eine Rolle. Eine konsequente Einhaltung der bergmännischen Vorschriften schließt derartige Fremdentzündungen aus.
Untertägige Kohleflözbrände können in Wechselwirkung mit Methanexplosionen oder Kohlestaubexplosionen stehen. Oberflächennahe Kohleflözbrände entzünden häufig Waldbrände und umgekehrt. Dieses wurde aus den USA, insbesondere aber von der indonesischen Insel Sumatra berichtet.

### Kohlebrände nach der Förderung

#### Brände in Kohlelagern
Die abgebaute Kohle, aber auch Koks wird auf großen Halden oft monatelang gelagert. Hierbei gibt es gesetzliche Vorschriften zur Vermeidung von Selbstentzündung. So wurde zum Beispiel für Kohlen- und Kokshalden im Bereich der Bergaufsicht von Nordrhein-Westfalen festgelegt, dass die Kohle in horizontalen Scheiben von jeweils höchstens sechs Meter Höhe zu lagern ist. Je nach Kohlenart und -sorte ist dabei eine maximale Schütthöhe festgelegt.
In älteren Halden können oft noch erhebliche Mengen an Kohle enthalten sein. Großbritannien hatte erhebliche Probleme mit brennenden Halden. Diese sind jedoch inzwischen ausgegraben und begrünt. Die auch heute in Deutschland noch brennenden Halden werden teilweise aus der Luft mit Wärmebildgeräten überwacht. Diese vergleichsweise kleinen Brände werden durch Injektionen von Zement oder Anhydrit unterdrückt.
In Kohlenstaubanlagen wird Kohle mit einer Korngröße kleiner als 0,5 Millimeter verarbeitet. Auslöser eines Brandes ist dabei nur selten eine Selbstentzündung, sondern in der Regel eine fremdentzündete Staubexplosion. Hier sind die Brandschutzvorgaben der Berufsgenossenschaft sehr rigide. Derartige Anlagen werden oft unter dem Einsatz von Inertgas, zur Verringerung des vorhandenen Sauerstoffs, betrieben. Auf Schutz vor Funkenflug, hohen Temperaturen (max. 80 °C) und den Kohlenmonoxid-Wert zur Anzeige von Schwelbränden muss geachtet werden.

#### Kohlebrände beim Transport
In der Zeit der Dampfschifffahrt kam es zu Bränden beim Transport von Kohle. Anfangs wurde die Kohle für die noch wenig verbreiteten Dampfschiffe auf Segelschiffen aus Holz transportiert. In der Zeit von 1871 bis 1880 kamen so 152 britische Schiffe zu Schaden, 68 waren Totalverluste und 84 wurden schwer beschädigt. Nach ersten wissenschaftlichen Untersuchungen erkannte man den Zusammenhang, dass die Zahl der Brände mit zunehmender Reisedauer und mitgeführter Menge zunahm. Zwar wurde das erste Eisenschiff bereits 1838 gebaut, aber dieser Schiffstyp konnte sich nicht durchsetzen. Erst als nach 1881 die ersten Stahlschiffe in Großbritannien entstanden, verlor der Kohletransport einen Teil seiner Gefahr, weil die Kohle nun in nicht brennbaren Stahlbunkern transportiert werden konnte.
Ein Kohlebrand wird nach den seit 1976 erfolgten Untersuchungen zur Explosion des US-Schlachtschiffes Maine im Februar 1898 im Hafen von Havanna  als Auslöser für die Entzündung der Schwarzpulvervorräte in der zum Kohlebunker benachbarten Munitionskammer angenommen. Direkt nach dem Unglück hatte die US-amerikanische Öffentlichkeit, angeführt von den Verlegern William Randolph Hearst und Joseph Pulitzer, die damalige kubanische Kolonialmacht Spanien der Versenkung mittels Mine oder Torpedo beschuldigt, was die seit dem Ausbruch des kubanischen Unabhängigkeitskriegs bestehenden Spannungen zwei Monate später im Spanisch-Amerikanischen Krieg eskalieren ließ.
Im Jahr 2004 formulierte Robert Essenhigh eine Theorie, wonach ein Schwelbrand in einem Kohlebunker der Titanic, der von der Hafenfeuerwehr in Southampton dokumentiert worden war, den Kapitän veranlasste, trotz der Gefahr von Eisbergen schneller zu fahren als der Situation angemessen gewesen war. Der Brand auf der Steuerbordseite, zwischen den Kesselräumen 5 und 6, könnte auf die Weise bekämpft worden sein, dass die Kohle aus dem betroffenen Bunker schneller als üblich in die Kessel geschaufelt wurde, um an die brennende Kohle heranzukommen. Dies war das damals übliche Vorgehen bei Schwelbränden im Kohlebunker.
In der heutigen Zeit können auf Massengutfrachtern, die Kohle transportieren, immer noch Brände durch Selbstentzündung ausbrechen, wie in Bremen im November 2003 geschehen. Dort kam es in einem Abschnitt, in dem 5000 Tonnen Kohle während einer fünfeinhalbwöchigen Fahrt lagen, zu einem Schwelbrand, der in Bremen beim Entladen entdeckt wurde. Für derartige Transporte gibt es Sicherheitsbestimmungen, wie beispielsweise die kanadischen Notice To Shipmasters Loading Coal, in denen Sicherheitshinweise für den Kapitän niedergelegt sind.

## Kohleflözbrände weltweit
Kohle brennt in allen Kohlerevieren der Welt. Die wesentlichen Länder, die über Kohlebrände berichten, sind im Folgenden genannt.

### Indien
Neben den Revieren Ranigani und Singareni wüten Brände besonders in der Region Jharia im Nordosten Indiens, westlich von Kalkutta. Auf einer Fläche von 700 Quadratkilometern gab es 1997 etwa 160 einzelne Brände. Die ersten Flözbrände wurden 1916 entdeckt, die Menge der seitdem ungenutzt verbrannten Kohle wird auf 60 Millionen Tonnen geschätzt (Stand 2011).
Im Zusammenhang mit den Bränden wird über Hangrutschungen, Tagebrüche und Bergsenkungen berichtet. Da diese Gebiete dicht besiedelt sind, sind die zugehörigen lokalen Umweltbelastungen besonders hoch.
Der Steinkohlebergbau fördert einerseits die Kohlebrände, da er dem Luftsauerstoff verbesserten Zutritt zur Kohle verschafft, andererseits beeinträchtigen oder verhindern die Brände den Fortgang des Bergbaus. Es wird geschätzt, dass in Indien etwa 70 Prozent der Brände bergbaubedingt sind.

### Vereinigte Staaten

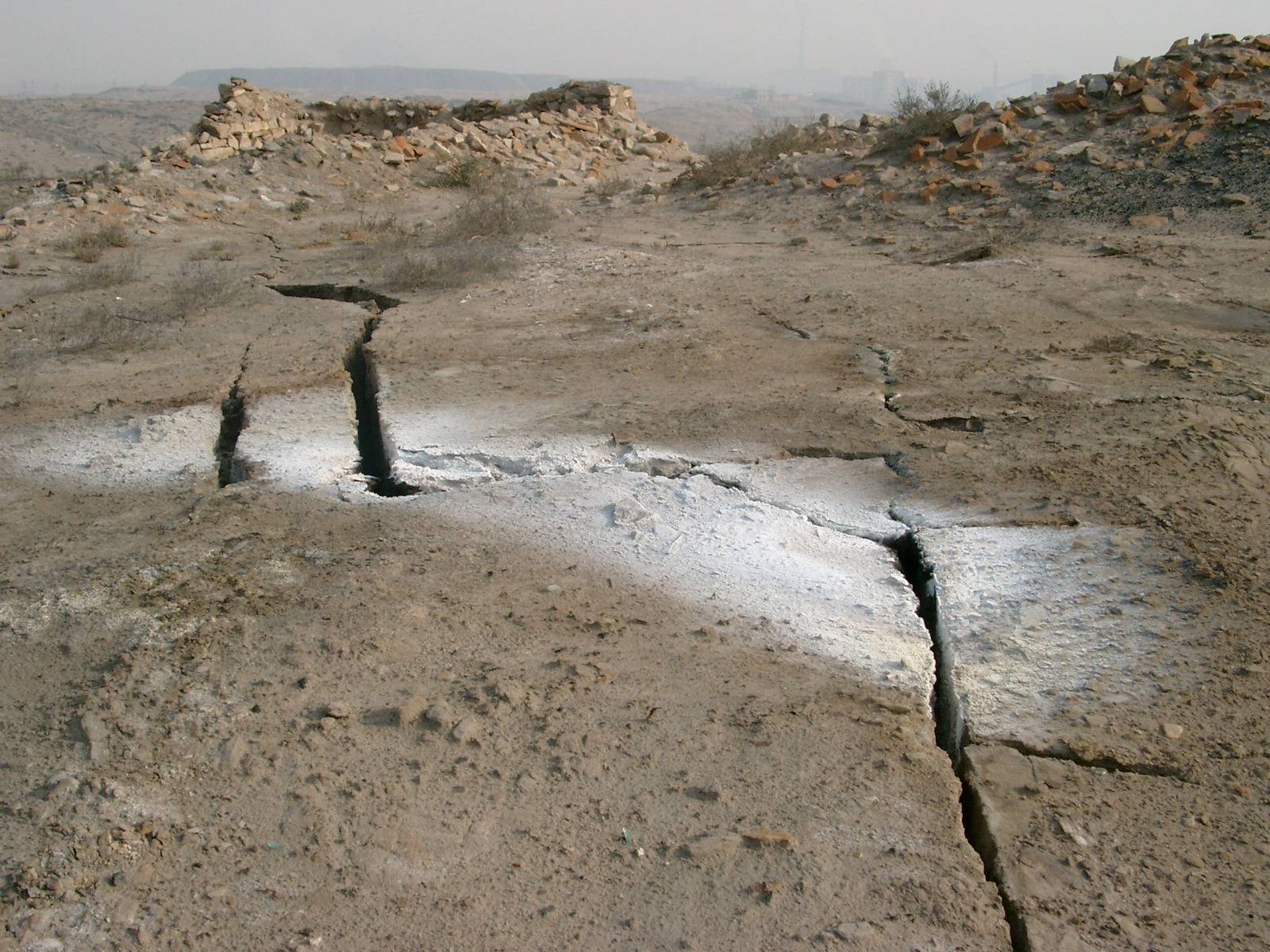
Brandspalte mit Ausblühungen

Viele Kohlereviere der USA sind von spontanen Kohlebränden betroffen. Das Federal Office of Surface Mining (OSM) unterhält eine Datenbank (AMLIS), die für 1999 150 Brandzonen auflistet. Betroffen sind nicht nur Kentucky, Pennsylvania und West Virginia im Osten der Appalachen-Kohlefelder, sondern auch Colorado und die Rocky Mountains.
In Pennsylvania sind 45 Brandzonen bekannt. Die bekannteste ist der Brand der Centralia Mine, in der Anthrazit-Kohleregion in Columbia County. Diese Feuer brennen seit 1962 und breiten sich unter der Stadt aus. In Centralia wurde zwar in Ansätzen eine Löschung versucht, letztlich wurde die Stadt aber wegen der Brände großteils aufgegeben.
In Colorado sind Kohlebrände als Folge von Schwankungen des Grundwassers entstanden. Bei derartigen Schwankungen kann sich die Kohletemperatur um bis zu 30 °C erhöhen, was die Selbstentzündung einleiten kann.
In North Dakota finden sich Kohlebrände in der Region des Theodore-Roosevelt-Nationalparks. Bereits die Lewis-und-Clark-Expedition (1804 bis 1806) berichtete von Bränden. Diese kommen sogar seit etwa drei Millionen Jahren dort natürlich vor und haben die Landschaft geformt. So liegt ein etwa 4000 Quadratkilometer großes Gebiet mit Kohleschlacke, auf Englisch clinker oder scoria genannt, im Theodore-Roosevelt-Nationalpark. Spektakulär ist dort zum Beispiel der Ausblick am scoria point auf die feuerrote Kohleschlacke.

### Deutschland
Im Zwickauer Steinkohlenrevier zwischen Planitz und Cainsdorf (Stadt Zwickau) brannte ab 1474 oder 1479  ein Kohleflöz; dazu kam 1640 ein weiteres durch Entzünden eines Schachtes durch Explosion im Dreißigjährigen Krieg, das erst 1880 endgültig gelöscht werden konnte. Noch im Jahr 1837 legte Ernst August Geitner auf diesem Planitzer Erdbrand eine Gärtnerei an, in der Tropenpflanzen gezüchtet wurden. Im saarländischen Dudweiler entzündete sich um 1668 ein Steinkohleflöz, das noch bis heute brennt. Dieser sogenannte Brennende Berg entwickelte sich zu einer Touristenattraktion, die auch schon Goethe besichtigte. Ebenfalls bekannt ist die sogenannte Stinksteinwand im Schwalbenthal am Osthang des Hohen Meißners in Hessen, wo sich nach dem Einstellen des Braunkohleabbaus bereits vor Jahrhunderten einige Flöze entzündeten und deren Verbrennungsgase bis heute an die Oberfläche treten. Auch im Westerwälder Braunkohlerevier gab es seit Ende des 18. Jahrhunderts zwischen Marienberg und Rennerod einen Kohlebrand.
Einhergehend mit dem Steinkohlebergbau ergaben und ergeben sich bis zu zwei Kohlebrände pro Jahr und Bergwerk. Aufgrund der Konzentration der Steinkohleförderung auf das Ruhrgebiet (sieben Bergwerke, mehrere brennende Halden), das Saarland (ein Bergwerk) und das Ibbenbürener Steinkohlenrevier (ein Bergwerk) (Stand 2012) sind in diesen Revieren fortgeschrittene Kohlebrandpräventions- und Kohlebrandbekämpfungsverfahren entwickelt worden. Heute liegen hier die Ursachen für untertägige Kohleflözbrände zumeist in sogenannten „Schleichwettern“ und in defekten Betriebsmitteln. Schleichwetter sind Luftvolumenströme in einem Bergwerk („Wetter“), die unbeabsichtigt in bereits abgedämmte beziehungsweise abgetrennte Bereiche ziehen, beispielsweise in solche mit feinkörniger Kohle. Umfangreiche Präventions-, Kontroll- und Rettungsmaßnahmen haben dazu geführt, dass sich schwere Grubenunglücke mit Personenschäden in Deutschland kaum noch ereignen. Hierzu kommen unter anderem selbstverlöschende Gurtbandmaterialien, ortsfeste und ortsveränderliche CO-, CO2- und andere Gasmessgeräte zum Einsatz. Ebenso bedeutsam sind die Grubenwehren und deren regelmäßige Übungen zur Kohlebrandprävention und -löschung.
Nach der Schließung des letzten untertägigen Braunkohlenbergbaus am Hirschberg bei Großalmerode in Hessen 2003 wird Braunkohle in Deutschland nur noch übertägig abgebaut, im Rheinischen Revier, im Mitteldeutschen Revier und im Lausitzer Braunkohlerevier. Auch hierbei kann es vereinzelt zu Brandereignissen kommen, wenn der Abraum über dem Braunkohleflöz sehr frühzeitig abgetragen wird und die Braunkohle nachfolgend lange mit dem Luftsauerstoff in Kontakt kommen kann. Dies wird jedoch durch eine dementsprechend geführte Abraum- und Kohlegewinnung vermieden. Auch hier gibt es Kontrollvorkehrungen und Werksfeuer- oder Grubenwehren, die etwaige Ereignissituationen frühzeitig erkennen und bekämpfen.

### Österreich
Die 100 Meter hohe Abraumhalde des von 1856 bis 1980 betriebenen Steinkohlebergbaus in Fohnsdorf brennt seit Jahrzehnten, wobei entstehendes SO2/SO3 bisweilen in der Umgebung zu riechen ist. 1943 kam es zur dort größten Haldenexplosion, kleinere waren alltäglich, bis 1961 durch verbesserte Verfahrenstechnik mehr vom feinen Kohlestaub ins Produkt und weniger auf die Halde kam.
Der Kohlebrand brennt den Tonanteil zu Schlacke. Diese wird seit 1980 gemahlen als roter Sand etwa für Wärmedämmung, Betonzuschlagstoff, Gartengestaltung oder Tennisplätze verwertet. Unverbranntes schwarzes Haldenmaterial ersetzt hingegen als Tonziegel-Zuschlagstoff mit eigenem Heizwert Sägespäne als Gasporenbildner oder Brennstoff. Mit derzeit 80.000 t/a Abbaurate (2011) könnte die 5 Mio. m³ große Halde in 30 Jahren aufgebraucht sein.

### Restliches Europa und Russland
Die Zahl der Kohlebrände in Europa ist parallel zum Rückgang des Bergbaus ebenfalls gesunken. Einige Brände werden aus Mitteleuropa, namentlich Polen und Tschechien, sowie aus Osteuropa, namentlich aus der Ukraine, berichtet. Letztere hat zwei Milliarden Tonnen Kohle in 2100 Halden gelagert. Davon brennen etwa 140 Halden. Aus Russland wurde 1998 von 74 Kohlebränden berichtet. Betroffen sind das Kohlebecken Kusbass, die Kohlebecken bei den Städten Petschora und das teilweise auf ukrainischem Gebiet liegende Donezbecken. Im Kosovo brennen im Amselfeld bis zu 20 Meter mächtige Kohleflöze in den Tagebauen und im Bereich der ehemaligen untertägigen Gewinnung.

### Afrika
Die großen Kohlereviere Afrikas liegen im Süden, in Südafrika, Simbabwe, Botswana, Mosambik und Sambia, wo auch am häufigsten Feuer in den Kohlelagern anzutreffen sind.

### Australien
Fünf Kilometer nördlich der Stadt Wingen in New South Wales brennt – wenn man von einer gleichbleibenden Geschwindigkeit ausgeht – seit etwa 6000 Jahren der Burning Mountain, das weltweit älteste Flözfeuer. Zurzeit ist das Feuer 30 Meter unterhalb der Oberfläche und bewegt sich mit einer Geschwindigkeit von einem Meter pro Jahr vorwärts. Bis heute hat es eine Strecke von sechs Kilometern zurückgelegt. Auch weitere Kohlefeuer sind bekannt.

### China
In China, dem größten Kohleproduzenten der Welt mit einer jährlichen Fördermenge von etwa 2½ Milliarden Tonnen, sind Kohlebrände ein gravierendes Problem. Man geht davon aus, dass in jedem Jahr in Nordchina etwa 10 bis 20 Millionen Tonnen Kohle den Flammen zum Opfer fallen und 100 bis 200 Millionen Tonnen für den Bergbau unbrauchbar werden. Die Kohlebrände erstrecken sich über einen Gürtel im gesamten Norden Chinas, wobei über hundert große Brandgebiete benannt werden, die jeweils eine Vielzahl einzelner Brandzonen enthalten. Damit ist China das Land mit den meisten Kohlebränden. Schwerpunkte sind in den Provinzen Xinjiang, Innere Mongolei und Ningxia. Neben den Verlusten durch die verbrannte und unbrauchbare Kohle tragen diese Brände zur Luftverschmutzung sowie zu beträchtlich erhöhten Treibhausgasemissionen bei und sind damit ein Problem von internationalem Interesse. In China werden daher die weltweit intensivsten Aktivitäten zur Löschung unternommen. Neue Löschverfahren werden in dem Forschungsprojekt Kohlebrände im Rahmen der Sino German Coal Fire Research Initiative entwickelt.

### Andere Gebiete
Das Indonesian Forest Fire Prevention and Control Project (FFPCP) berichtete über Kohlefeuer, die vier Jahre lang brannten. Hinzu kamen zwei neue Brände in der Region Suban Jeriji. Über Kohlebrände wurde auch aus Venezuela berichtet, ohne dass jedoch genauere Informationen geliefert wurden.

## Umgang mit Kohleflözbränden

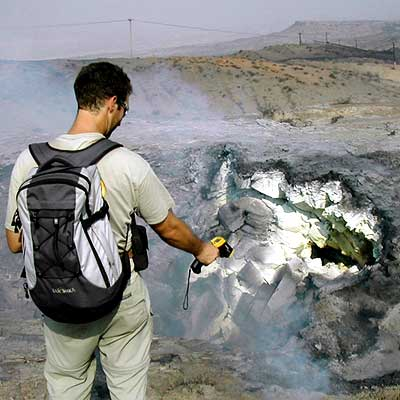
Strahlungs-Temperaturmessung

### Vermeidung
Oberflächennahe Kohlebrände entstehen zum großen Teil spontan und unbeabsichtigt, also ohne dass jemand sie direkt entzündet hätte. Kohlebrände sind auch aus geologischen Zeiten, beispielsweise durch verklinkertes Nebengestein nachgewiesen. Dennoch sind heute fast alle bekannten Kohlebrände letztlich menschlichen Ursprungs. Wesentlich ist hier der Bergbau. Vermeidung von Kohlebränden bedeutet also, einen Bergbau ohne Brände zu betreiben. Hierzu gibt es viele Vorschläge, die von veränderter Bergbautechnik, verändertem Zuschnitt oder alternativer Abbauführung bis zu anderen Bewetterungsmethoden reichen. Besonders bedeutungsvoll ist das vollständige Hereingewinnen der Kohle, also die Vermeidung von Restkohle insbesondere in Form kleinstückiger Kohle oder von Kohlestaub. Die ordnungsgemäße Verwahrung oberflächennahen Kleinstbergbaus ist ein weiteres Thema.
Untertägige Kohleflözbrände entstehen nur bei der Missachtung vorhandener Vorschriften. Dies geschieht besonders häufig bei den unter starkem Leistungsdruck stehenden chinesischen Bergwerken, aber auch in anderen Revieren einschließlich des Ruhrgebiets sind Kohlebrände nicht selten. Häufiger wurden Bergwerke wegen derartiger Brände aufgegeben.

### Erkundung von Brandzonen, Messtechnik

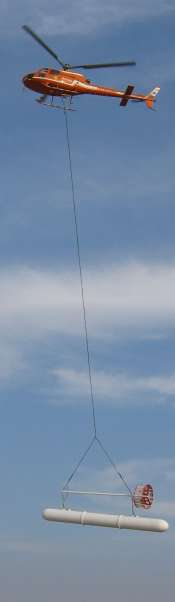
Messung der Verteilung der elektrischen Leitfähigkeit im Untergrund mit einem vom Hubschrauber abgehängten Sensor

Bei der Löschung eines oberflächennahen Kohleflözbrandes ist die möglichst genaue Kenntnis seiner Lage und unterirdischen Erstreckung vorteilhaft. Neben der Recherche der geografischen, geologischen und infrastrukturellen Umgebung lassen sich weitere Erkenntnisse durch direkte Messungen gewinnen. Im Vordergrund stehen dabei:
- Temperaturmessungen an der Erdoberfläche, in Spalten und Bohrlöchern, zum Beispiel mit Strahlungsthermometern
- Gasmessungen zur Beschreibung des Ventilationssystems des Brandes (Mengen und Geschwindigkeiten) und der Gaszusammensetzung zur Beschreibung der Brandreaktionen
- Geophysikalische Messungen sowohl am Erdboden als auch von Flugzeugen und Hubschraubern aus zur Erfassung der Verteilung der Leitfähigkeiten oder anderer Parameter im Untergrund. Dabei kartieren die Leitfähigkeitsmessungen Veränderungen der Feuchtigkeit in der Umgebung der Brände. Beispielsweise weisen Magnetikmessungen Veränderungen der magnetischen Eigenschaften des Nebengesteins durch Hitzeeinwirkung nach.
- Methoden der Fernerkundung sowohl aus Flugzeugen, insbesondere aber aus Satelliten. Hierbei spielen neben der hochauflösenden optischen Kartierung auch Thermalbilder und Hyperspektraldaten eine Rolle. Die mehrere hundert bis über tausend Grad Celsius heißen Kohlebrände können sich mit einem Temperaturanstieg der Erdoberfläche von nur wenigen Grad zeigen. Dies liegt in der Größenordnung des Temperaturunterschiedes zwischen der von der Sonne beschienenen und der im Schatten liegenden Hangseite einer Abraumhalde oder einer Sanddüne.

Untertägige Kohlebrände werden durch eine in den Bergwerken fest installierte Sensorik überwacht. Diese erfasst neben Temperatur, Druck und Wettergeschwindigkeit auch diverse Gasinhalte. Ein entstehender Brand wird zeitnah in der Grubenwarte angezeigt. Das System dient vorwiegend der Früherkennung und der Rettung gefährdeter Bergleute.

### Löschung

Verbrennungsdreieck

Ein Brand braucht zum Weiterbestehen Brennstoff (Kohle), Sauerstoff (Luft) und Energie (Wärme). Das Zusammenwirken dieser drei Momente wird üblicherweise als Verbrennungsdreieck dargestellt.
Diese drei Momente erlauben daraus hergeleitete Methoden der Brandbekämpfung (Löschmethoden). Der Brand kann von weiterem Brennstoff, beispielsweise durch Schneisen oder feuerfeste Barrieren, getrennt werden. Manche Brände, insbesondere in Steillagen, können auch komplett ausgegraben werden.
Bei oberflächennahen Kohleflözbränden kann der Luftsauerstoff durch Abdeckung oder durch gasdichte Barrieren am Zustrom gehindert werden. Alternativ kann auch der Abstrom der Brandgase unterbunden werden, so dass der Brand an den eigenen Abgasen erstickt.
Der Entzug von Energie geschieht durch Kühlung, meist durch Injektion großer Wassermengen. Reste trocken gebliebener Kohle können allerdings durch die Aufnahme von Wasser Absorptionswärme erzeugen, so dass ein gelöschtes Feuer nach der Trockenlegung sich erneut selbst entzünden kann. Es muss daher mehr Wärmeenergie entzogen werden, als der Brand erzeugt.
In der Praxis werden diese Methoden kombiniert. Entscheidend bei der Methodenauswahl ist auch die Ressourcenverfügbarkeit. Dies gilt insbesondere für Wasser, etwa in ariden Gebieten, und für Abdeckmaterial wie Löss oder Ton.
Routinemäßig werden oberflächennahe Kohleflözbrände derzeit nur in China gelöscht. Hier hat sich eine Standardmethode entwickelt, die im Wesentlichen aus folgenden Phasen besteht:
1. Einebnen der Fläche über der Brandzone mit schwerem Gerät, um eine Befahrbarkeit zu erreichen.
2. Abbohren der Brandzone in einem regelmäßigen Bohrraster in etwa 20 Meter Bohrabständen bis zur Tiefe des Brandherdes.
3. Injektion von Wasser oder Schlamm in die Bohrlöcher über längere Zeit, meist ungefähr ein bis zwei Jahre.
4. Abdecken des ganzen Gebiets mit einer etwa einen Meter mächtigen undurchlässigen Schicht, etwa aus Löss.
5. Begrünung, soweit klimatisch möglich.

An Verfeinerungen dieser Methode, etwa durch Zusätze zum Löschwasser oder durch Verwendung alternativer Löschmittel wird gearbeitet.
Untertägige Kohleflözbrände werden in der Regel durch Inertisierung von der Grubenwehr gelöscht. Hierzu wird der betroffene Bereich durch Dammbauten in den Strecken isoliert. Dann wird Inertgas, meist Stickstoff, über längere Zeit eingeleitet, wozu meist vorhandene Rohrleitungen genutzt werden.

### Überwachung von Brandzonen
Zonen, in denen Kohleflöze nahe der Erdoberfläche brennen, aber auch potenzielle Brandzonen (Risikogebiete), müssen regelmäßig überwacht werden. Dies ermöglicht das frühzeitige Erkennen eines neuen Brandes und dessen Bekämpfung im Anfangsstadium. Auch gelöschte Brandzonen sind zu überwachen, da sie jederzeit wieder neu beginnen können zu brennen. Dies geschieht hauptsächlich, weil Wärmeinseln, die beim Löschen stehen geblieben sind, sich wegen der geringen Wärmeleitfähigkeit der Gesteine jahrelang halten können. Eine großflächige Überwachung ist mit satellitenbasierten Methoden denkbar. Die Überwachung einzelner Brandzonen kann auch durch wiederholte Befahrung mit Einsatz entsprechender Messtechnik (Temperaturen, Gasmessungen, geophysikalische Messungen) gewährleistet werden, da sich die Brandzonen nur relativ langsam bewegen.
Das Risiko untertägiger Kohleflözbrände wird durch ein fest installiertes Sensorsystem begrenzt, da so rechtzeitig Gegenmaßnahmen ergriffen werden können.

## Umweltauswirkungen
Die spontanen Kohleflözbrände haben erhebliche Umweltauswirkungen durch die Produktion von Treibhausgasen sowohl in globaler Sicht als auch regional und lokal. Neben der Produktion toxischer Gase sind die landschaftsverändernden Folgen der Bergsenkungen besonders relevant.

### Globale Umweltauswirkungen
Neben dem Verlust an Brennstoff entstehen bei Kohleflözbränden Treibhausgase wie Kohlenstoffdioxid, Kohlenstoffmonoxid, Schwefeldioxid und Methan in der Größenordnung des Ausstoßes des deutschen Autoverkehrs. Es handelt sich demnach bei den spontanen und unkontrollierten Kohlebränden um ein auch in dieser Hinsicht durchaus relevantes Umweltproblem. Das deutsche Umweltministerium gab in einer Großen Anfrage (Drucksache 15/3740) im Juni 2005 zu Protokoll, dass es die Frage untersuche, ob die Kosten für das oft jahrelang andauernde Löschen der Kohlebrände nicht zum Teil über die vermiedenen Treibhausgas-Emissionen mit Hilfe des Clean Development Mechanism (CDM) des Kyoto-Protokolls refinanziert werden können.

### Regionale und lokale Umweltauswirkungen
Die Anpassungsstrategien von Tieren und Pflanzen auf Kohlebrände hängen von der Dauer des Ereignisses und dem Umfang des davon betroffenen Gebietes ab. Des Weiteren sind geomorphologische Änderungen zu erwarten. So treten Spalten an der Erdoberfläche auf; durch die Volumenreduzierung des Kohleflözes kann es zu Einbrüchen und Hangrutschungen kommen. Die Reste der verbrannten Kohle können bei großflächigen Kohlebränden wie im Powder River Basin in den USA landschaftsbildend werden.

#### Centralia, Pennsylvania
Die Biologin Tobin-Janzen untersuchte die Wirkung des 1962 in Centralia (Pennsylvania) ausgebrochenen oberflächennahen Brandes einer Anthrazit-Kohlemine auf den Bestand von Bodenbakterien. Aktuell sind ungefähr 1,2 Quadratkilometer betroffen. Gekennzeichnet wird die untersuchte Fläche dadurch, dass aus der wandernden Brandzone heiße Gase entweichen. Dies führt zum raschen Wechsel der Bodentemperatur sowie der Bodenbiologie und -chemie.
Die Vielfalt der Bodenbakterien nahm erwartungsgemäß mit steigender Temperatur (47 °C bis 75,7 °C) stark ab. Dafür konnte das thermophile Bakterium Geobacillus thermoleovorans, das im Temperaturbereich zwischen 45 °C und 85 °C mit einem Wachstumsoptimum bei 70 °C lebt, nachgewiesen werden.
Außerdem gab es Anzeichen für Schwefelbakterien und Bakterien, die die Nitrifikation von Ammoniak (NH3) bzw. Ammonium-Ionen (NH4+) zu Nitrat (NO3−) betreiben.

#### Abraumhalden Anna 1 und Anna 2
Die Bergehalde Anna 1 in Alsdorf der ehemaligen Grube Anna hat eine Fläche von 41 Hektar, ist bis zu 75 Meter hoch und wird seit etwa 1850 benutzt. Das Besondere an ihr ist, dass es dort seit Mitte des vorigen Jahrhunderts wandernde Schwelbrände gibt. In der Halde Anna 2, ähnlich alt, aber nur 26 Hektar groß, gibt es ebenfalls verdeckte Brände. Dies führt dazu, dass auf den Halden ein besonderes Mikroklima existiert, das, auch wegen der mit dem Brand verbundenen Gefahr, die Halden zu einem unberührten und seltenen Biotop gemacht hat.
Auf Anna 1 konnten viele Insekten- und Spinnenarten mediterraner Herkunft beobachtet werden. Diese überstehen den kalten Winter in der Region, weil durch den Brand die Bodentemperatur erhöht ist. Dazu gehören zum Beispiel die Wespenspinne und die Blauflügelige Ödlandschrecke.

## Torfbrände
In der freien Natur, also in Mooren, kommen Torfbrände durch Selbstentzündung äußerst selten vor. Obwohl die Oberflächentemperatur in einem Hochmoor durch Sonneneinstrahlung auf bis zu 77 °C steigen kann und austretende Faulgase wie Methan sich entzünden könnten, sind keine Moorbrände durch Selbstentzündung belegt. Die geringe Lagerungsdichte und die gute Durchlüftung trockener Torfmoose lassen keinen Wärmestau (Bodenhorizonte) zu. Schon in geringen Tiefen erreichen die Bodentemperaturen selbst im Sommer nicht die Selbstentzündungstemperaturen. Auch sind die Temperaturschwankungen im Tagesgang durch nächtliche Ausstrahlung bei klarem Himmel beträchtlich und können Bodenfröste von September bis Juni ermöglichen.
In den Tropen und Subtropen sind jedoch Schwelbrände in tieferen Bodenschichten belegt. Besonders in periodischen Trockenzeiten oder lang anhaltenden Dürren treten in anmoorigen Böden oder Moorböden bzw. Sedimenten Westafrikas anomal erhöhte Bodentemperaturen auf. Diese Überhitzungen von bis zu 600 °C können dort auftreten, wo Sedimente Torfschichten überlagern und einen Wärmestau zulassen. Selbstentzündungen an der Oberfläche von Böden mit hohem organischen Anteil sind nicht belegt, wenngleich nicht ausgeschlossen werden kann, dass Flächenbrände durch eine exotherme Reaktion von Böden mit hohem organischem Anteil ausgelöst werden könnten.